# Ischigualasto
Công viên tỉnh Ischigualasto (tiếng Tây Ban Nha: Parque Provincial Ischigualasto) còn được gọi là Valle de la Luna (Thung lũng Mặt Trăng) là một công viên tự nhiên nằm ở phía đông bắc của tỉnh San Juan, tây bắc Argentina, giới hạn phía bắc của nó tiếp giáp với Vườn quốc gia Talampaya ở La Rioja. Cả hai khu vực thuộc về cùng một chu kỳ hình thành địa chất, hình thành Ischigualasto (đôi khi còn được gọi là hình thành Ischigualasto-Talampaya). Được thành lập vào ngày 3 tháng 11 năm 1971, công viên có diện tích 60.370 ha (603,7 km2; 233,1 dặm vuông Anh)

## Mô tả
Công viên tự nhiên này có diện tích 603,7 km2 (233 sq mi), hầu hết thuộc phạm vi của cục Fértil Valle, với một phần nhỏ trong bộ Jachal. Ischigualasto nằm ở độ cao khoảng 1.300 m (4265 ft) so với mực nước biển. Công viên là một phần biên giới phía tây của Pampean Hills, với thảm thực vật sa mạc điển hình (cây bụi, xương rồng và một số thực vật sa mạc khác) chiếm từ 10 đến 20% diện tích. Khí hậu rất khô, với lượng mưa chủ yếu là vào mùa hè, và nhiệt độ cực kỳ khắc nghiệt (tối thiểu -10 °C, tối đa 45 °C). Ở phía nam liên tục có một cơn gió thổi với tốc độ 20–40 km/h sau buổi trưa tới tối, đôi khi kèm theo cơn gió Zonda cực kỳ mạnh mẽ thổi từ phía dãy Aldes.

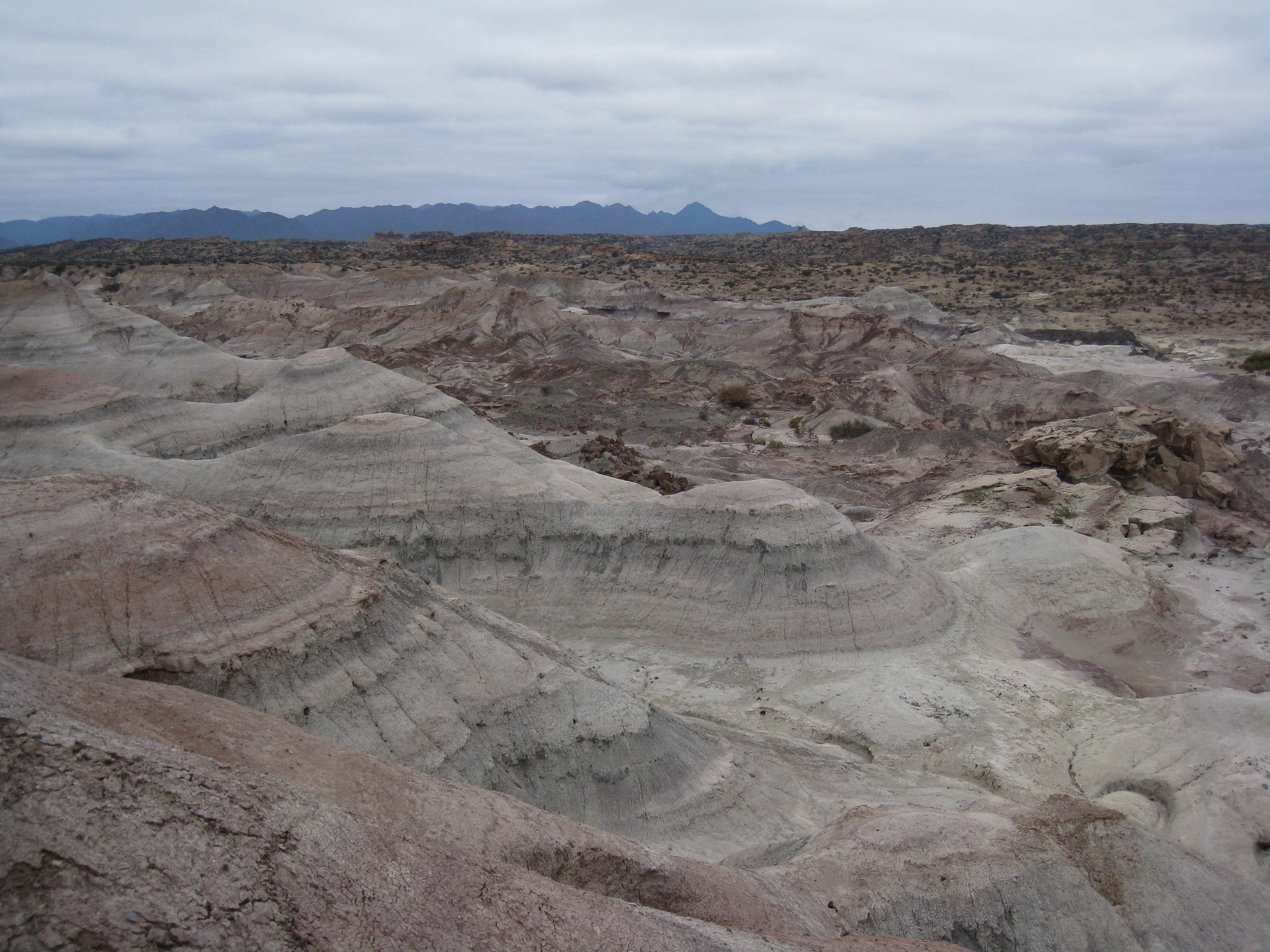
"Thung lũng Mặt Trăng" của San Juan

Công viên có phong cảnh ấn tượng, cùng vẻ đẹp hoang sơ được ví như cảnh quan trên Mặt Trăng bởi những lớp đất sét, tro và khoáng lắng đọng khiến nó nhìn xa xăm như phong cảnh của Mặt Trăng. Nơi đây từng là vùng đồng bằng màu mỡ được bồi đắp bởi con sông Ischigualasto có lịch sử lên tới 180 triệu năm nhưng giờ nó trở thành một thung lũng đá với rất nhiều hình thù khác nhau.
Cấu trúc đá bất thường ở đây có màu xám hoặc xanh được tạo ra bởi tác động của những cơn gió liên tục thổi trong suốt hàng triệu năm qua, khắc lên các hình thù kỳ quái trên đá như hình cây nấm, con vẹt, đèn thần Aladin hay sân bóng với hàng ngàn những "quả bóng" đầy hình thù khác nhau.

## Khảo cổ
Được mệnh danh là thung lũng Mặt Trăng, công viên nổi tiếng là một trong những bảo tàng cổ sinh vật học xuất hiện từ kỷ Trias muộn (kỷ đầu tiên của Đại trung sinh cách đây 231,4 - 225,9 triệu năm) lớn nhất tại Argentina cũng như trên thế giới. Nơi đây lưu giữ hóa thạch về xương của các loài thực vật hóa đá (Protojuniperoxylon ischigualastianus, dương xỉ hóa đá, mộc tặc) động vật, bò sát, khủng long cổ nhất từng được biết đến trên thế giới như Terapsids, Eodromaeus, Eoraptor lunensis, Herrerasaurus... Đặc biệt, công viên còn có nhiều hóa thạch của các loài động vật có vú và tê giác cổ như Cynodont,Rhynchosaur chiếm phần lớn cho thấy khủng long không hẳn là loài động vật lớn nhất và có số lượng nhiều nhất tại đây. Theo nhiều nhà khoa học, nguyên nhân cái chết của nhiều loài khủng long và động vật ở đây là do một trận mưa lớn kéo dài làm ngập thung lũng, sau đấy rút đi để lại một đồng bằng bùn rộng lớn và các loài động vật đã mắc kẹt ở đó, vì thế, số lượng các bộ xương hóa thạch trong thung lũng là rất lớn và khá nguyên vẹn cho tới tận ngày nay. Ước tính nơi đây có khoảng 10.000 bộ xương hóa thạch.